# Autorretrato (Manteau rouge)
Autorretrato (Manteau rouge) – en français Autoportrait (Manteau rouge) – est un tableau réalisé par la peintre brésilienne Tarsila do Amaral en 1923 à Paris, en France. De format vertical, cette huile sur toile est un autoportrait dans lequel la jeune femme se figure en buste devant un fond bleu. Elle est vêtue d'un manteau rouge qu'elle porte lors d'une réception donnée par l'ambassadeur du Brésil en l'honneur d'Alberto Santos-Dumont, le 23 avril à l'hôtel Claridge. L'œuvre est conservée depuis 1969 au musée national des Beaux-Arts, à Rio de Janeiro.